# 泰伊亚克
泰伊亚克（法語：Théhillac，法語發音：[te.ijak] ⓘ）是法国莫尔比昂省的一个市镇，属于瓦讷区。

## 地理
泰伊亚克（47°34'4"N, 2°6'59"W）面积14.46 平方千米，位于法国布列塔尼大區莫尔比昂省，该省份为法国西北部沿海省份，位于布列塔尼半岛南部，北起阿摩尔滨海省、西接菲尼斯泰尔省，南濒大西洋，东南接大西洋卢瓦尔省，东临伊勒-维莱讷省。
与泰伊亚克接壤的市镇（或旧市镇、城区）包括：里约、费格雷阿克、塞韦拉克、米西亚克、圣多莱。

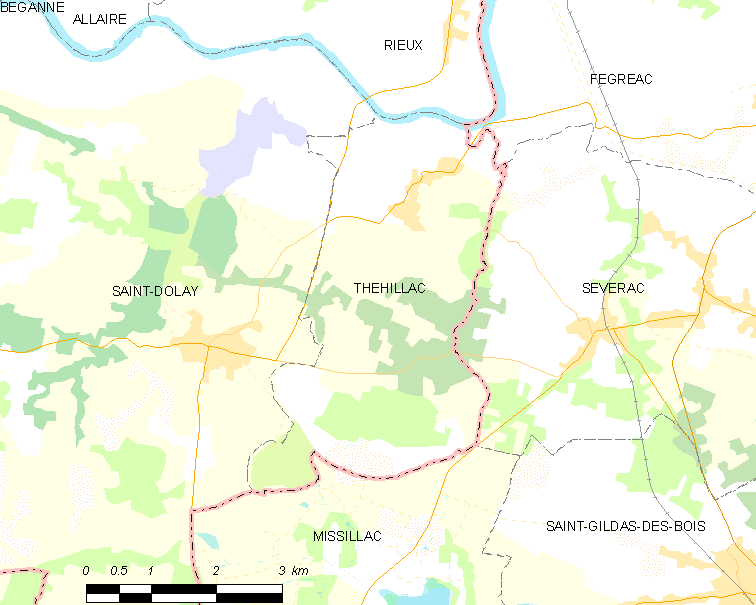
泰伊亚克的OSM定位图

泰伊亚克的时区为UTC+01:00、UTC+02:00（夏令时）。

## 行政
泰伊亚克的邮政编码为56130，INSEE市镇编码为56250。

## 政治
泰伊亚克所属的省级选区为盖尔县。

## 人口

1962-2008年间泰伊亚克人口变化图示

泰伊亚克于2022年1月1日时的人口数量为610人。